# Nohar
Nohar (o Nohor Tehsils) è una suddivisione dell'India, classificata come municipality, di 42.302 abitanti, situata nel distretto di Hanumangarh, nello stato federato del Rajasthan. In base al numero di abitanti la città rientra nella classe III (da 20.000 a 49.999 persone).

## Geografia fisica
La città è situata a 29° 10' 60 N e 74° 46' 0 E e ha un'altitudine di 185 m s.l.m..

## Società

### Evoluzione demografica
Al censimento del 2001 la popolazione di Nohar assommava a 42.302 persone, delle quali 22.288 maschi e 20.014 femmine. I bambini di età inferiore o uguale ai sei anni assommavano a 6.922, dei quali 3.498 maschi e 3.424 femmine. Infine, coloro che erano in grado di saper almeno leggere e scrivere erano 25.904, dei quali 15.536 maschi e 10.368 femmine.